# Gösta von dem Bussche-Haddenhausen
Gösta von dem Bussche-Haddenhausen (26 de janeiro de 1902 — 13 de junho de 1996) era a mãe de Claus von Amsberg, que era o príncipe consorte da rainha Beatriz dos Países Baixos. Ela também é a avó paterna do rei Guilherme Alexandre dos Países Baixos.

## Família
Gösta nasceu em Döbeln, Reino da Saxônia, Império Alemão (agora Saxônia, Alemanha), sendo filha do barão George von dem Bussche-Haddenhausen (1869-1923), e sua esposa, baronesa Gabriele von dem Bussche-Ippenburg (1877-1973). Sua família pertence ao ramo Bussche-Haddenhausen da família Bussche, sua mãe pertencia ao ramo Bussche-Ippenburg. Ambos descendem de Clamor von dem Bussche (1532-1573).

## Casamento
Gösta casou-se em 4 de setembro de 1924 em Hitzacker, com o nobre Claus Felix von Amsberg (1890-1963), filho de Wilhelm von Amsberg e Elise von Vieregge. 
Juntos, eles tiveram seis filhas e um filho:
- Sigrid von Amsberg (nascida em 26 de junho de 1925), casou-se em 1952 com Bernd Jencquel, com descendência.
- Claus von Amsberg (nascido em 6 de Setembro 1926-6 de outubro de 2002), casou-se em 1966 com a princesa Beatriz dos Países Baixos, com descendência.
- Rixa von Amsberg (18 de novembro de 1927 - 2010), casada com Peter Ahrend.
- Margit von Amsberg (16 de outubro 1930-1988), casou-se em 1964 com  Ernesto Grubitz, com descendência.
- Barbara von Amsberg (nascida em 16 de outubro de 1930), casou-se em 1963 com Günther Haarhaus, com descendência.
- Theda von Amsberg (nascida em 30 de junho de 1939), casou-se em 1966 com o barão Karl von Friesen, com descendência.
- Christina von Amsberg (nascida em 20 de janeiro de 1945), casou-se em 1971 com o barão Hans Hubertus von der Recke, com descendência.

## Morte
Ela morreu, aos 94 anos, em Hitzacker, Alemanha.